# GitMind
GitMind es una aplicación gratuita de mapas mentales escrita en JavaScript. GitMind fue lanzado en 2019 por WANGXU TECHNOLOGY (HK) CO., LIMITED.
Es compatible con mapas mentales, diagramas de flujo, Diagrama de Ishikawa, diagramas de árbol, Organigrama, Lenguaje unificado de modelado, Modelo entidad-relación, etc. Normalmente, se utiliza para la gestión de conocimientos, actas de reuniones, gestión de proyectos y otras tareas creativas. Además, GitMind puede leer e importar archivos XMind.

## Características
Las características importantes de GitMind son las siguientes:
- Plantillas y estilo integrados
- Generar esquema
- Compartiendo con organizaciones, individuos por enlace privado
- Invite a colaboradores por enlace y correo electrónico
- Insertar  icono, imágenes, hipervínculos y comentarios sobre elementos
- Exporta mapas mentales a los formatos  PNG, JPG, PDF,  TXT.
- Personaliza fuentes, colores, formas y líneas
- Recuperar versiones anteriores[5]